# Naturschutzgebiet Brantensee
Koordinaten: 53° 31′ 29,8″ N, 12° 16′ 15,5″ O
Das Naturschutzgebiet Brantensee ist ein 89 Hektar umfassendes Naturschutzgebiet in Mecklenburg-Vorpommern einen Kilometer südlich von Karow. Die Bundesstraßen 192 und 103 sowie die ehemalige Bahnlinie Krakow-Plau bilden die Nord- und Westgrenze. Die Ausweisung erfolgte am 24. September 1960 mit einer Verkleinerung im Jahr 1997.
Der Schutzzweck besteht im Erhalt eines strukturreichen Wald-, Seen- und Moorgebietes.
Das Naturschutzgebiet befindet sich im Naturpark Nossentiner/Schwinzer Heide und ist nach EU-Recht als Vogelschutzgebiet und FFH-Gebiet eingestuft. Der aktuelle Gebietszustand wird nur als gut angesehen, wobei der nördliche Teil des Schutzgebiets noch an Entwässerungsgräben angeschlossen ist, was sich nachteilig auf den Schutzzweck auswirkt. Das Schutzgebiet ist nur im Nordteil im Bereich des Mausoleums der Familie Schlutius begehbar.

## Geschichte und Wasserhaushalt
Die Flächen des heutigen Schutzgebiets gehen auf eine Toteisform der letzten Eiszeit zurück. Der namensgebende Brantensee existiert seit der Ablassung des Sees im Jahr 1880 nicht mehr. Er ist noch auf der Wiebekingsche Karte im 18. Jahrhundert als 50 Hektar umfassender See mit umliegenden Mooren erkennbar. Der Brantensee war über zwei Rinnen mit dem östlich liegenden Plauer See verbunden, die auch heute noch als Gräben die Entwässerung in Richtung Südost darstellen. Ein Staubauwerk reguliert den Wasserstand im Gebiet. Nach der Entwässerung wurden die Flächen vorrangig forstlich genutzt und mit Stiel-Eiche, Sitka-Fichte und Fichte aufgeforstet. In den 1980er Jahren kam es auf den sehr trockenen Moorflächen zu einem Torfbrand, der mehrere Monate dauerte. Seit der Ausweisung als Schutzgebiet 1990 wurde versucht, den Wasserstand anzuheben.

## Pflanzen- und Tierwelt
Auf den restlichen Wasserflächen des ehemaligen Sees wachsen noch Wasserfeder, Froschbiss, Gemeiner Wasserschlauch. Schwingrasen aus Torfmoos und Seggenrieden sind von Schilfröhrichten umgeben. Stellenweise finden sich Pioniergehölze mit Weide, Schwarz-Erle und Moorbirke.
Brutvögel im Gebiet sind Kranich, Graugans, Rohrweihe und Blässralle.